# 그대 있음에
《그대 있음에》는 1994년 2월 28일부터 1994년 7월 16일까지 방영된 한국방송공사 2TV 아침드라마로, 불행한 과거를 지녔지만 지순한 사랑으로 행복을 얻게 되는 여자 이야기를 그렸다.
한편, 대부분 인기를 끈 TV드라마 속의 결혼생활이 그랬던 것처럼 드라마 속의 결혼생활이 상처투성이의 부정적인 형태로 묘사됐다는 지적을 샀다.

## 등장 인물
- 박순애 : 노승주
- 김영철 : 장현세
- 최상훈
- 김현주
- 임경옥 : 노승미
- 홍세미
- 한인수
- 신윤정 : 송재란
- 임호

## 참고 사항
- 임경옥이 맡았던 노승미 역은 당초 박은영이 낙점되었으나 영국 유학 등의 이유로 고사했다.[3][4]